# Ventus
Ventus er et dansk bogforlag, som siden 1988 hovedsageligt har udgivet studierelaterede bøger.
Målgrupperne er de gymnasiale- og videregående uddannelser samt erhvervslivet.
Forlagets udgivelser spænder sig over en bred vifte studiebøger på forskellige  niveauer for målgrupperne samt ord- og  grammatikbøger  med mere. 
Mange af forlagets udgivelser kan erhverves i trykt eller elektronisk form.
De fleste relevante studieområder er dækket, blandt andet lærebøger og supplerende litteratur indenfor en række sprog samt biologi, elektronik, finansiering,  IT,  markedsføring, matematik, miljø,  statistik,  økonomi  etc.

## Gratisbøger
Ventus udgiver gratis studiebøger til studerende på universiteter og højere læreanstalter. 
Bøger og kompendier kan downloades i PDF-format, uden registrering. 
Finansieringen er baseret på annoncer i downloadede produkter. 

## Ekstern henvisning og kilde
- Om Ventus Arkiveret 14. oktober 2009 hos  Wayback Machine